# Monsonia emarginata
Monsonia emarginata är en näveväxtart som beskrevs av L'hér.. Monsonia emarginata ingår i släktet hottentottnävor, och familjen näveväxter. Inga underarter finns listade i Catalogue of Life.